# Kreuz von Caravaca

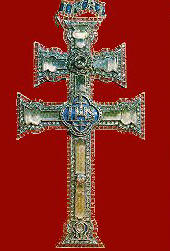
Das Kreuz von Caravaca de la Cruz, auch als Lignum crucis („Holz des Kreuzes“) bezeichnet. Das Reliquiar ist 17 cm hoch, die beiden Querbalken 7 und 10 cm lang.

Das Kreuz von Caravaca ist eine Reliquie im spanischen Caravaca de la Cruz. Die Stadt leitet ihren Namen seit dem Mittelalter von dieser Reliquie ab, der Wunder zugeschrieben werden.

## Geschichte

Das Kreuz von Caravaca im Wappen der Stadt

Mit der Reliquie verbunden ist eine Wallfahrt nach Caravaca, die auf das 13. Jahrhundert zurückgeht. Im Jahre 1232 brachte der Überlieferung zufolge der Erzbischof von Jerusalem, Robert, eine Reliquie des wahren Kreuzes Christi mit. Einer ausgeschmückteren Version dieser Überlieferung zufolge bekehrte sich der maurische Herrscher Abú Zeid zum Christentum, als bei der Feier des Festes der Kreuzauffindung wundersamerweise zwei Engel das Kreuz von Caravaca vom Himmel herniederließen, sodass ein auf der Burg gefangener Priester die Heilige Messe mit Blick auf das Kreuz feiern konnte.
In Caravaca de la Cruz findet am 3. Mai, dem früheren Datum des Festes der Kreuzauffindung in der katholischen Kirche, das Patroziniumsfest mit einer Prozession statt, alle zehn Jahre wird ein Heiliges Jahr zu Ehren des Kreuzes von Caravaca ausgerufen.

## Kreuztypus

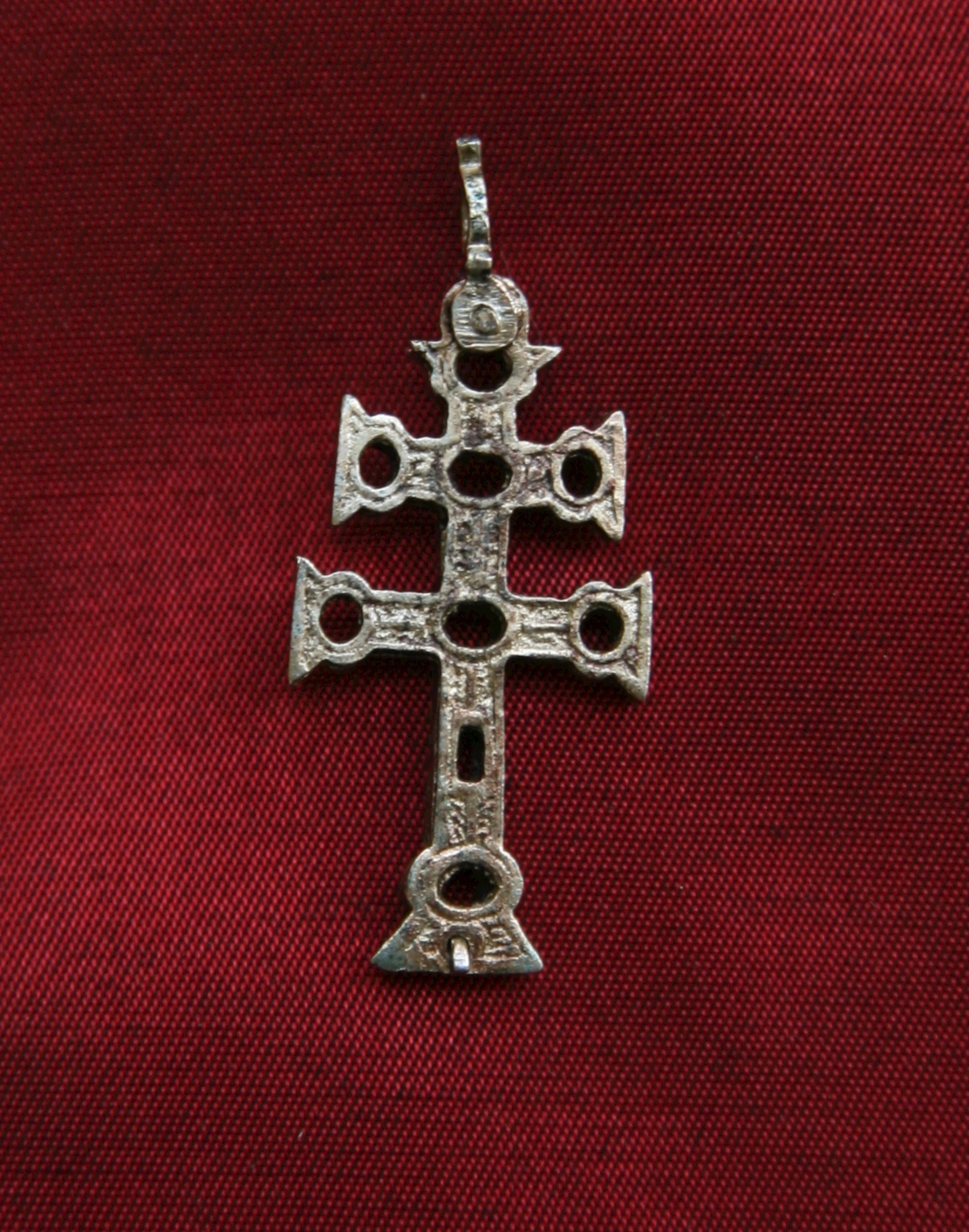
Caravaca-Kreuz aus dem 16. Jhd., Spanien

Abgeleitet von dem Kreuz von Caravaca ist ein bestimmter Kreuztypus, der auch als Caravaca-Kreuz bezeichnet wird. Caravaca-Kreuze waren seit dem 16. Jahrhundert in verschiedenen Teilen Europa verbreitet, vor allem als Schutz gegen die Cholera und andere Krankheiten. Das Kreuz weist zwei Querbalken auf, manchmal sind, abgeleitet von der wundersamen Erscheinung des Kreuzes im Jahr 1232 in Caravaca de la Cruz, auch zwei Engel unter dem unteren Querbalken dargestellt. 
Seit dem 16./17. Jahrhundert verbreiteten sich Caravaca-Kreuze erst in Spanien, danach auch in anderen Teilen Europas. In St. Mary’s City, der ersten europäischen Siedlung in Maryland, wurde 2021 bei einer Ausgrabung ein Caravaca-Kreuz von ca. 1650 gefunden. In Polen wurde das Kreuz seit dem späten 18. Jahrhundert beliebt.